# Formule développée plane
La formule développée plane est un mode de représentation qui renseigne sur l'agencement des atomes composant une molécule.

## Définition
En chimie moléculaire, la formule développée plane renseigne sur l'agencement des atomes qui composent une molécule. Étant représentée à plat, elle ne renseigne pas sur l'agencement réel des atomes dans l'espace,. Généralement les liaisons entre atomes sont représentées à 90°, mais pour des raisons de clarté elles sont parfois représentées à 120°.
La nature des atomes est indiquée à l'aide des symboles issus du tableau périodique des éléments et les liaisons entre atomes par un ou plusieurs traits suivant que celles-ci sont simples ou multiples.

## Exemples de formules développées planes
L'eau (H2O) :
```
H - O - H
```

Le propane (C3H8) :
```
    H   H   H
    |   |   |
H - C - C - C - H
    |   |   |
    H   H   H
```

L'éthanol (C2H6O) :
```
    H   H   
    |   |   
H - C - C - O - H
    |   |   
    H   H   
```

L'éthylène (C2H4) :
```
    H   H
    |   |
    C = C
    |   |
    H   H
```